# Chiesa di Santa Croce (Boretto)
La chiesa di Santa Croce è un luogo di culto cattolico dalle forme barocche situato in via Fratelli Cervi a Santa Croce frazione di Boretto in provincia di Reggio Emilia e diocesi di Reggio Emilia-Guastalla; fa parte del vicariato della Pianura.

## Storia
In questo luogo nel '600 esisteva un oratorio. Nel 1713 il duca di Modena Rinaldo III concesse agli abitanti del paese allora chiamato Arzenago di costruire una chiesa. Il vecchio oratorio venne sostituito dall'attuale chiesa attribuita all'architetto viadanese Pietro Antonio Maggi e dedicata alla Santa Croce. Il paese in seguito mutò il proprio nome prendendo la denominazione dell'edificio sacro.
La chiesa fu restaurata nel 1923 e ancora nel 1954 a seguito dell'alluvione del 1951. Nel 1993 venne sistemato il cortile esterno. 
A seguito del terremoto del 1996 la chiesa e il campanile furono oggetto di consolidamento antisismico. Nel 2010 ebbe luogo il restauro della facciata.